# 살라 샤바티
살라 샤바티(Sallah Shabati)는 이스라엘에서 제작된 엡레임 키숀 감독의 1964년 영화이다. 토폴 등이 주연으로 출연하였고 메나헴 골란 등이 제작에 참여하였다.

## 출연

### 주연
- 토폴

### 조연
- 길라 알마고
- 앨버트 코엔
- 슈라가 프리드먼
- 자하리라 하리파이

## 같이 보기
- 제37회 아카데미상 외국어영화상 출품작 목록